# Kristiina Halkola

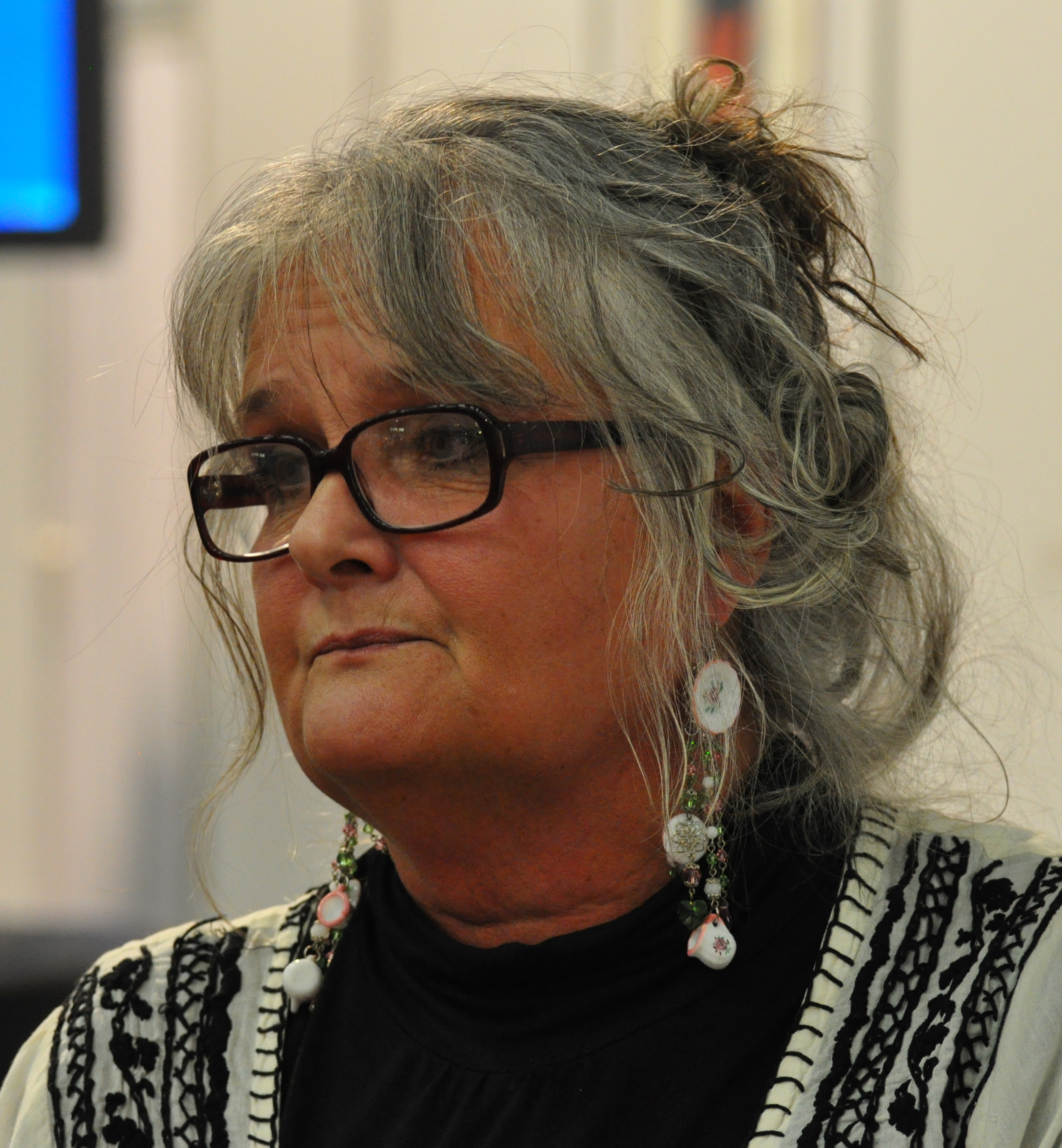
Kristiina Halkola.

Kristiina Marja Halkola, född 3 juni 1945 i Kuusankoski, är en finländsk skådespelare. 
Halkola blev allmänt känd genom sin huvudroll i filmen En kotte under ryggen (Käpy selän alla, 1966), som regisserades av Mikko Niskanen. Den följdes av Lappobruden (regisserad av Niskanen, 1967), för vilken hon belönades med en Jussistatyett, Rödluvan (regisserad av Timo Bergholm, 1968) och Svart på vitt (regisserad av Jörn Donner, 1968). Efter att ha ingått kören till Lappo-operan (1966) var hon även verksam inom den politiska sångrörelsen; hon medverkade 1969 på ett samlingsalbum utgivet av Love Records och utgav 1971 det egna albumet Täytyy uskaltaa på samma skivbolag. Hon var verksam vid Finlands Rundradios tv-teateravdelning 1969–1976 och medverkade i den av Kalle Holmberg regisserade tv-serien Rauta-aika 1980–1981. Sedan mitten av 1990-talet har hon ofta medverkat i komediteatern Arenas komedier och farser. 
Halkola tillhörde Helsingfors stadsfullmäktige 1977–1984 och var ordförande i Demokratiskt Alternativ 1986–1989. Hon var den omutliga strejkledaren i den halvdokumentära filmen Eila (2002), som behandlade ett autentiskt fall, statsrådets städerskor och deras proteststrejk mot olagliga massuppsägningar.